# Mopti (regio)
Mopti is een regio van Mali en ligt centraal in dat land. De hoofdstad is het gelijknamige Mopti.
Mopti grenst in het noorden aan de regio Timboektoe en in het zuidwesten aan de regio Ségou. In het zuidoosten deelt de regio een grens met de regio's Sahel, Nord en Boucle du Mouhoun van buurland Burkina Faso.
In de regio bevindt zich het bergmassief Hand van Fatima.

## Cercles
| Mopti bestaat uit volgende acht cercles: - Bandiagara - Bankass - Djenné - Douentza - Koro - Mopti - Tenenkou - Youwarou |

hoofdstedelijk district Bamako · Gao · Kayes · Kidal · Koulikoro · Ménaka · Mopti · Ségou · Sikasso · Taoudénit · Timboektoe